# Donje Kolibe
Donje Kolibe (cyr. Доње Колибе) – wieś w Bośni i Hercegowinie, w Republice Serbskiej, w gminie Brod. W 2013 roku liczyła 219 mieszkańców.